# Беньян, Джон
Джон Беньян (англ. John Bunyan; 1628, — 31 августа 1688) — английский писатель

, баптистский проповедник.
Почитается церквями Англиканского сообщества, память 29 августа (Церковь Англии), 30 августа (Епископальная церковь США) или 31 августа.

## Биография
Джон Баньян родился в ноябре 1628 года (крещён 30 ноября по юлианскому календарю, дата рождения 28 ноября предположительна) в местечке Хэрроуден (в миле к юго-востоку от Бедфорда), округа Элстоу в семье Томаса Баньяна и Маргарет Бентли; Маргарет была из Элстоу, и, так же как и муж, родилась в 1603 году. Они поженились 27 мая 1627 года, а в 1628 году сестра Маргарет, Роуз Бентли, вышла замуж за Эдварда Баньяна, единокровного брата Томаса. (Томас женился первый раз в 1623, и, так же как и его отец, женился ещё два раза). Они были людьми рабочего класса; Томас работал жестянщиком или медником, то есть чинил чайники и котлы. О своих скромных корнях Баньян писал: «Моё происхождение — из поколения низкого и ничтожного, дом моего отца — самый убогий и презренный среди всех семей страны».
Учился Баньян совсем немного (2-4 года). Учился в доме своего отца, вместе с другими бедными сельскими мальчишками, и тот факт, что образования получил совсем мало, был выгодным для его отца и его будущей торговли. Он последовал отцу, торгуя жестяными изделиями, что в то время считалось занятием низким и исторически ассоциировалось с кочевым образом жизни цыган.
В 1644 году, в возрасте 16 лет, Баньян потерял мать и двух сестёр, а его отец женился в третий раз. Возможно, именно приезд мачехи привёл к его отчуждению и последующему вступлению в ряды парламентской армии. Служил в гарнизоне Ньюпорт Пэгнелл (1644—1647), когда гражданская война подходила к концу первого этапа. От смерти его спас товарищ по оружию, который вызвался в бой вместо него и был убит, неся караульную службу.
Когда гражданскую войну выиграли сторонники парламента, Баньян вернулся к своему старому занятию, то есть торговле, и со временем встретил свою жену. В 1649 году (когда ему было около 21 года), он женился на молодой девушке, Мэри, единственное приданое которой составляли две книги: «Путь в рай простого человека» Артура Дента и «Практика благочестия» Льюиса Бейли, которые повлияли на него, склоняя к набожному образу жизни. Мэри была сиротой, в наследство от отца ей достались лишь эти две книги, и, мягко выражаясь, они вели скромную жизнь. Баньян писал, что они были «настолько бедны, насколько бедными вообще можно быть», и что «у них не было ни чашки, ни ложки».
В своей автобиографической книге «Милость Божья» Баньян описывает, как он вёл распутную жизнь в молодости, как порицали отсутствие морали в нём. Тем не менее, кажется, нет свидетельств тому, что внешне он был хуже, чем его обычные соседи.
Примерами грехов, в которых он сознаётся в «Милости Божьей», являются богохульство, танцы. Растущее осознание своей аморальной и небиблейской жизни привело к тому, что он задумался над нечестивостью и богохульством, в особенности он был обеспокоен «непростительными грехами» и убеждением, что он уже совершал их. Он был отъявленным богохульником, и даже самые искусные похабники говорили, что Баньян был «самым безбожным сквернословом, которого они когда-либо видели». Баньян говорил, что во время игры в чижика на сельской площади он услышал голос, который спросил: «Ты отречёшься от своих грехов и попадешь в рай, или продолжишь грешить и попадёшь в ад?» Он понял, что это был голос Божий, недовольный тем, чем занимался Баньян, так как пуритане считали Воскресенье священным днём и не разрешали никаких игр в этот день. Баньян духовно возродился и боролся как с чувством своей вины и неуверенности в себе, так и со своей верой в библейское обещание осуждения на вечные муки и спасения христиан.
Борясь со своей недавно обретённой верой, Баньян становился всё более и более подавленным, что привело к психическому и физическому расстройству. В этот период своей борьбы Баньян начал свою четырёхлетнюю дискуссию и странствие с несколькими бедными женщинами — членами диссидентской религиозной группы, которые посещали церковь Святого Иоанна. Всё больше и больше Баньян сравнивал себя со Святым Павлом, который называл себя «главой всех грешников», и верил, что он принадлежит к духовной элите, избранной Господом. Баньяна крестили, и он стал членом баптистской церкви Бедфорда в 1653 году. Вступив в церковь Бедфорда, Баньян начал следовать учениям своего пастора, Джона Гиффорда.
Баньян был открыт для всех обладающих библейской верой в Иисуса Христа и борющихся с теми, кто вызывал разногласия по вопросу времени и формы крещения. Первое письменное подтверждение того, что Баньян был баптистом, появляется гораздо позже, предположительно около 1690 года, уже после смерти Баньяна. Остались церковные записи крещения Джона-младенца в 1628 году, а также крещения его новорождённых детей: Мэри в 1650, Элизабет в 1654 и Джозефа в 1672 году. Баньян снова утверждает, что слышал голоса и что у него были видения, так же как и у Святой Терезы и Уильяма Блейка. Ещё в Элстоу Мэри родила слепую дочь, также названную Мэри, и вторую дочь, Элизабет, вскоре после которых родилось ещё двое, Джозеф и Томас. В 1655 году, после переезда в Бедфорд, умерли и его жена, и его наставник Джон Гиффорд. Баньян был убит горем, и его здоровье сильно пошатнулось, хотя в том же 1655 году он стал диаконом церкви Святого Павла в Бедфорде и начал с успехом проповедовать.
Баньян был крайне не согласен с учениями квакеров и в 1657—1658 годах принял участие в письменных дебатах с некоторыми из их лидеров. Сначала Баньян опубликовал «Некие Открытые Святые Истины», где он резко критикует убеждения квакеров. Квакер Эдвард Бурроу ответил ему «Истинной Верой в Учение Мира». Баньян встретил памфлет Бурроу «Доказательством Неких Открытых Святых Истин», на что Бурроу ответил «Правдой (Наисильнейшей из Всего), Свидетельствующей Далее». Позже лидер квакеров Джордж Фокс вступил в словесную перепалку с Баньяном, опубликовав опровержение его эссе «Раскрытая Великая Тайна Великой Блудницы». Бедфордские баптисты были умеренными в своих взглядах, они считались более либеральными в отношении церковного управления, чем пресвитериане, и более консервативными в вопросах церковных догматов, чем такие антиномийские секты, как квакеры. Баньян критиковал квакеров за их уверенность в своём собственном «внутреннем свете», а не в буквальном слове Библии. Пуритане были старательными биографами своей собственной духовной жизни и пытались найти свидетельства религиозного значения как в собственной жизни, так и в литературе.

## Тюремные заключения
Популярность и известность Баньяна росли, и он становился всё более и более излюбленной целью для клеветы и злословия; его обвиняли в том, что он «колдун, иезуит, разбойник» и что у него есть любовницы и множество жён. В 1658 году, в возрасте 30 лет, его арестовали за проповедь в местечке Итон Сокон и обвинили в проповедовании без лицензии. Несмотря на это, он продолжал проповедовать до ноября 1660 года, когда его посадили в окружную тюрьму на Силвер Стрит в Бедфорде. Баньян женился во второй раз на Элизабет, с которой у него было ещё двое детей, Сара и Джозеф. В том же самом году, с Реставрацией монархии Карлом II, началось преследование Баньяна, так как страна вернулась к англиканству. Молитвенные дома были закрыты, и все граждане должны были посещать англиканские приходские церкви. Наказуемым законом стало «проведение святых богослужений в несоответствии с ритуалами церкви или не по распоряжению Епископа на обращение к пастве». Баньян больше не мог свободно проповедовать; он лишился права, которым пользовался во время Пуританской Республики, и 12 ноября 1660 года его арестовали во время частной проповеди в Нижнем Самселле, к югу от Бедфорда.

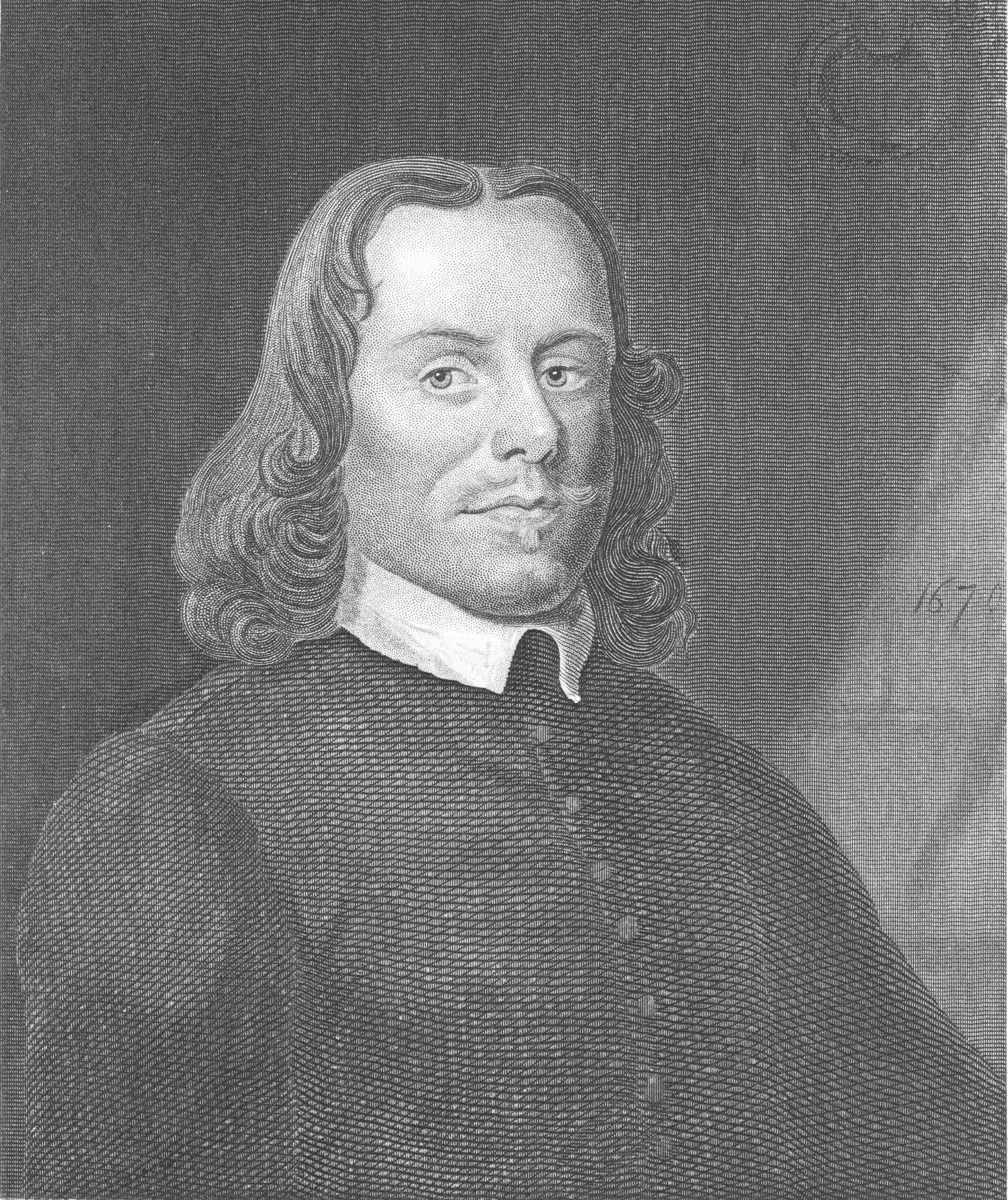
Джон Баньян

Его лишили свободы сначала на три месяца, но так как он отказался адаптировать свои проповеди к англиканским нормам или вовсе бросить проповедование, этот срок был увеличен примерно до двенадцати месяцев. У прокурора Баньяна, Мистера Вингейта, не было желания посадить Баньяна в тюрьму, но абсолютное неприятие Баньяном предложений и его убеждённость «Если вы меня сегодня освободите, то уже завтра я буду читать проповеди», не оставили Вингейту выбора. В январе 1661 года его посадили в тюрьму за упорное нежелание посещать обязательные службы в англиканских церквях и за проповедование на незаконных собраниях. В это время у него появилась идея написания романа-аллегории «Путешествие Пилигрима» (хотя многие исследователи считают, что он начал это произведение во время второго и более короткого тюремного заключения 1675 года, о котором говорится ниже). Жена Баньяна Элизабет тщетно пыталась добиться его освобождения, но его твёрдое неприятие законов и решимость проповедовать ждущей его пастве мешали этому. Во время заключения были и периоды относительной свободы, когда нестрогие тюремные надзиратели позволяли Баньяну посещать церковные собрания и вести богослужения.
В 1666 году Баньяна ненадолго освободили, буквально на несколько недель, перед тем как снова арестовали за чтение проповедей и отправили обратно в тюрьму Бедфорда ещё на шесть лет. В этот период он плетёт шнурки и проповедует шести заключённым прихожанам, чтобы поддержать свою семью. Его имущество составляли две книги, «Книга Мучеников» Джона Фокса и Библия, жестяная скрипка, флейта, которую он сделал из ножки стула, и неограниченное количество перьев и бумаги. И музыка, и желание писать были неотъемлемыми составляющими его пуританской веры. Баньяна освободили в январе 1672 года, когда Карл II издал Декларацию Веротерпимости. В тот же месяц Баньян стал пастором церкви Святого Павла. 9 мая 1679 года он получил одну из первых лицензий на проповедование в рамках нового закона. Он построил новый молитвенный дом, сформировал из своих выживших прихожан диссидентскую общину и увеличил число своей паствы в Бедфорде до четырёх тысяч христиан. Он основал более тридцати религиозных общин, и его прихожане дали ему ласковый титул «Епископ Баньян».
В марте 1675 года Баньяна опять посадили в тюрьму за проповедование (так как Карл II отменил действие Декларации Веротерпимости), в этот раз его посадили в городскую тюрьму Бедфорда, которая находилась на каменном мосту через реку Уз. Как ни странно, именно квакеры добились освобождения Баньяна. Когда король попросил лист с фамилиями для помилования, они дали и имя Баньяна, как члена их общины. Через шесть месяцев он был свободен, и, так как он был очень популярен, его больше не арестовывали. В это время говорили, что Баньян одевался как бродяга, с палкой в руке, когда он посещал свои различные приходы, чтобы избежать очередного ареста. Когда король Яков II предложил Баньяну следить за соблюдением королевских интересов в Бедфорде, он отказался, так как король не захотел отменить пытки и законы, которые использовались для преследования диссидентов. В 1688 году он служил священником у лорд-мэра Лондона, Сэра Джона Шортера.
Баньян умер до того, как Яков II отрёкся от престола, то есть до начала «Славной Революции». Во время поездки из Лондона в Рединг, чтобы разрешить ссору между отцом и сыном, он простудился и слёг с лихорадкой. Он умер в доме своего друга Джона Струдвика, торговца бакалеей и свечами, 31 августа 1688 года. Могила Баньяна находится на кладбище Банхилл Филдс в Лондоне. Предсмертной волей многих пуритан, для которых поклонение могилам и мощам считалось страшным грехом, стало желание, чтобы их похоронили как можно ближе к могиле Баньяна. В 1682 году была создана лежачая статуя, которая украсила могилу Баньяна. Писатель покоится рядом с другими выдающимися диссидентами, в том числе рядом с Джорджем Фоксом, Уильямом Блэйком и Даниэлем Дефо.

## Путешествие Пилигрима
Баньян написал «Путешествие Пилигрима» (также переводится «Путь Паломника») в двух частях, первая из которых была опубликована в Лондоне в 1678 году, и вторая — в 1684 году. Он начал работу над этим произведением во время своего первого тюремного заключения и закончил, возможно, в период второго заключения. Самое первое издание, в котором две части были объединены, вышло в 1728 году. Третья часть, ошибочно приписанная Баньяну, появилась в 1693 году и была переиздана в 1852 году. Полное название — «Путешествие Пилигрима из Этого Мира в Тот, Который Должен Прийти».

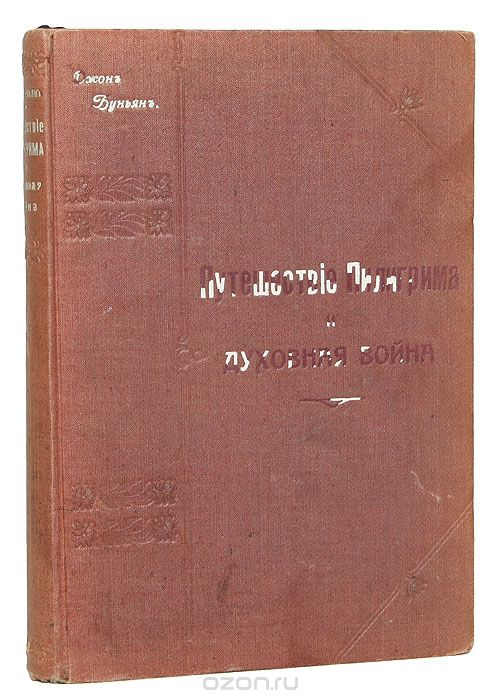
Обложка
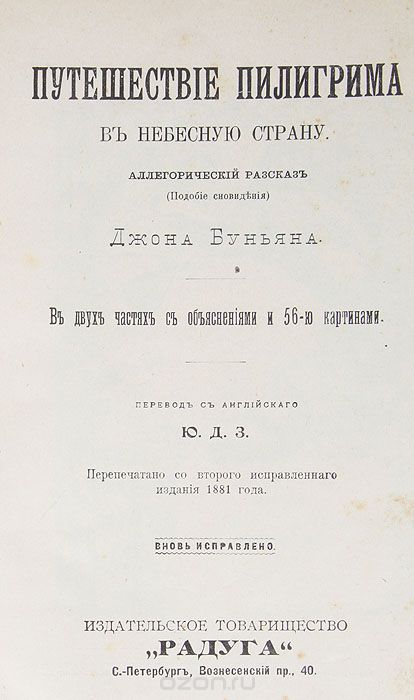
Титульная страница
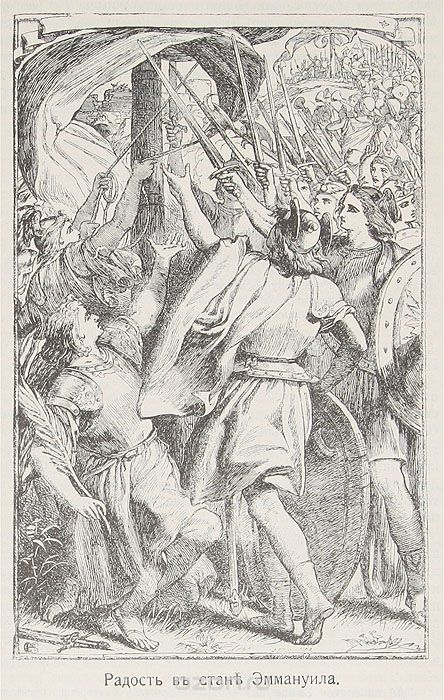
Иллюстрация
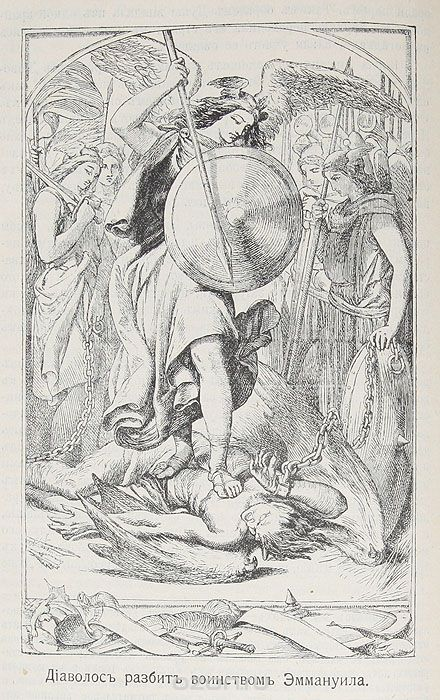
Иллюстрация

«Путешествие Пилигрима» — вероятно, одна из самых широко известных аллегорий, когда-либо написанных; книга переведена на многие языки. Протестантские миссионеры часто переводили эту книгу как вторую после Библии.

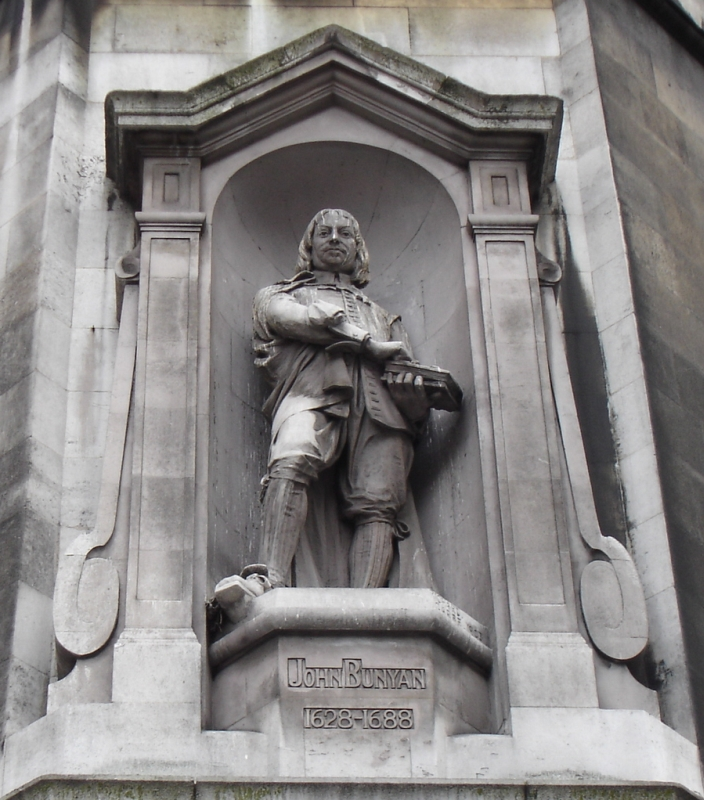
Памятник Джону Баньяну

Две другие успешные работы Баньяна менее известны — это «Жизнь и Смерть Мистера Бэдмэна» (1680), воображаемая биография, и «Духовная война» (1682), аллегория. Третья книга, раскрывающая внутренний мир Баньяна и подготовку к предназначенной ему миссии, — «Милость Божья, сошедшая на главного грешника». Это классический пример духовной автобиографии, то есть Баньян сосредотачивается на своём собственном духовном пути. Поводом для написания этой работы было желание открыто восхвалить христианскую концепцию милости и обнадёжить тех, кто проходит через то же самое, через что прошёл и сам Баньян.
Перечисленные выше работы появлялись в многочисленных изданиях. Существует несколько заслуживающих особого внимания коллекций изданий «Путешествия Пилигрима», например, в Британском Музее и в Нью-Йоркской Публичной Библиотеке, собранные Джеймсом Леноксом.
Баньян стал как известным проповедником, так и плодовитым автором, хотя большинство его работ состоят из распространённых проповедей и поучений. Несмотря на то, что Баньян был баптистским проповедником, по своим религиозным взглядам он был пуританином. Портрет писателя, написанный его другом Робертом Уайтом, который часто репродуцировали, показывает привлекательность истинного характера Баньяна. Он был высоким, с рыжеватыми волосами, довольно большим носом и ртом и сверкающими глазами.
Баньян не был учёным, но знал Священное Писание полностью. Огромное влияние на Баньяна оказали и труды Мартина Лютера.
Одно время «Путешествие Пилигрима» считалось самой читаемой книгой на английском языке, не считая Библии. Шарм этой работы, делающей её настолько привлекательной для читателя, заключается в том, что широкое воображение автора создаёт таких героев, такие события и сцены, которые представляются в воображении читателя как нечто такое, что он сам испытал, знает и помнит. Также работа полна доброты, нежности и необычного юмора, полна захватывающего дух красноречия и чистого, идиоматического английского. Маколей писал: «В Англии во второй половине 17-го века было только два ума, обладающих даром воображения самого высокого уровня. Один из этих умов создал „Потерянный Рай“, а второй — „Путешествие Пилигрима“».
Образы, использованные Баньяном в «Путешествии Пилигрима» — не что иное, как образы, взятые из действительного мира автора. Тесные Врата — версия ворот с калиткой в церкви Элстоу, Трясина Отчаяния — отражение влажного и топкого места недалеко от дома писателя в Харроудене, Отрадные Горы — образ Чилтернских Холмов, окружающих Бедфордшир. Даже за героями, например Евангелистом, прообразом которого был Джон Гиффорд, стояли реальные люди. Это паломничество было не только реальным для Баньяна, так как он прошёл через него, но его описание открывает эту действительность читателю. Редьярд Киплинг как-то сказал о Баньяне, что он — «отец романа, первый Дефо Спасения».
Всего Баньян написал около 60 произведений, среди которых «Духовная Война» занимает второе место после «Путешествия Пилигрима» по популярности.

## Произведения
- «Духовная война»
- «Путешествие пилигрима»
- «Христиана и её дети»
- «Христос — совершенный Спаситель»